# Simulium colasbelcouri
Simulium colasbelcouri är en tvåvingeart som beskrevs av Jean Charles Marie Grenier och Ovazza 1951. Simulium colasbelcouri ingår i släktet Simulium och familjen knott. Inga underarter finns listade i Catalogue of Life.